# Martin Martens
Martin Martens (Hulst, 10 maart 1970) is een Nederlandse schaker. Hij is sinds 1993 een Internationaal Meester (IM). Begin 2019 was zijn FIDE-rating 2382, zijn hoogste score was 2445.
- Martin Martens werd in 1990 Nederlands jeugdkampioen t/m 20 jaar.[1]
- In 1991 deed hij mee op het Europees kampioenschap schaken voor de jeugd (EK Jeugd). Hij speelde onder anderen tegen Vladimir Kramnik.
- In juni 1993 was hij deelnemer aan het Nederlands kampioenschap schaken.[2] Hij behaalde 3 pt. uit 11 partijen.
- In augustus 2005 speelde Martens mee in het Hogeschool Zeeland schaaktoernooi te Vlissingen en eindigde daar met 6.5 punt uit negen ronden.[3]
- In 2012 werd hij met 4 pt. uit 6 elfde, 1 punt onder winnaar Sergej Tiviakov, op het LBV-weekendtoernooi in Roosendaal.[4][5]
- Op het Tata-Steel schaaktoernooi van 2019 nam Martens deel in de sectie "TOP" en behaalde 3 pt. uit 9. De winnaar van deze sectie was Max Warmerdam met 7 pt. uit 9, waaronder een remise tegen Martens.[6]